# Капинце
Капинце (слч. Kapince) насељено је мјесто са административним статусом сеоске општине (слч. obec) у округу Њитра, у Њитранском крају, Словачка Република.

## Становништво
| Година:    | 1994. | 2004. | 2014.   | 2024.   |
| ---------- | ----- | ----- | ------- | ------- |
| Број људи: | 193   | 193   | 187     | 172     |
| Разлика:   |       | +0 %  | -3,10 % | -8,02 % |

| Година:    | 2023. | 2024.   |
| ---------- | ----- | ------- |
| Број људи: | 178   | 172     |
| Разлика:   |       | -3,37 % |

Према подацима о броју становника из 2011. године насеље је имало 194 становника.